# Viravul
Viravul (ryska: Viravul’) är en ort i Azerbajdzjan.   Den ligger i distriktet Lənkəran Rayonu, i den sydöstra delen av landet, 200 km sydväst om huvudstaden Baku. Antalet invånare är 3 453.
Terrängen runt Viravul är platt åt nordost, men åt sydväst är den kuperad. Trakten är tätbefolkad. Närmaste större samhälle är Lankaran, 10,2 km sydost om Viravul.
Trakten runt Viravul består till största delen av jordbruksmark.